# Юрчинська Олена Остапівна
Олена Юрчинська (Марія Іванівна Луцак; 1921 — 9 грудня 1995) — член ОУН, дочка адвоката Остапа Юрчинського, учасниця Норильського повстання.

## Життєпис
Олена Юрчинська народилася 1921 року в сім'ї Остапа Юрчинського, адвоката з Чорткова в родинному будинку, що знаходився на вулиці Шкільній (зараз це вулиця Юрчинських) . Змушена була приховувати своє справжнє ім'я та прізвище, тому 48 років жила під іменем "Марія Луцик". Часто виконувала доручення свого брата Юрка  — повітового провідника ОУН.

### Дитячі та юнацькі роки
В дитячі роки відвідувала в Чорткові заняття «Рідної школи». Маючи перед очима приклад старших дітей в родині, брата Юрка та сестри Надійки, котрі були «цілковито зайняті суспільною роботою» та доступ до інформації, («в сальоні під фортепіяном зберігалась підпільна література»), юна Оленка вже починаючи з 14-літнього віку стала цікавитись політичними питаннями, зокрема виступами адвокатів підсудних та самих звинувачених польською владою у приналежності до ОУН на Варшавському процесі, серед яких також була рідня — сестра тітки, 21-річна студентка Львівської Політехніки Катерина Зарицька. Як пізніше згадувала Олена Юрчинська в своїх мемуарах,
|  | За короткий час я знала, прізвища усіх підсудних, захоплювалася їхніми виступами та виступами адвокатів-оборонців. Ніяка пропаганда, ніяка література не могла дати того, що дав один Варшавський процес. |

### Перші совіти
Вересень 1939 року знаменував початок Другої світової війни, прихід Червоної армії та радянську окупацію та анексію західноукраїнських земель. Олена Юрчинська стала помічницею старшого брата Юрія, повітового провідника ОУН, його зв'язковою з навколишніми селами. Влітку 1940 року сталася біда — органи НКВС заарештували старшу сестру Надійку. Небезпідставно побоюючись репресій щодо інших членів родини, Юрій, Олена та їхня молодша сестра Мирослава покинули рідний дім та стали переховуватись по селах. Завдяки турботам брата Юрка в другій половині січня 1941 року Оленка за допомогою досвідченого провідника здійснила перехід на Буковину, спочатку до Чернівців, а потім до околиць Виншиці, де приступила до підпільної діяльності:

| «… підшукували нових людей, творили нові звена. Проводила ідеологічні вишколи. Основним у моїх зустрічах було коротке висвітлення історії України, 24 правила українського націоналіста. Декалог українського націоналіста» |

### Представниця влади
Олена Юрчинська застала втечу більшовиків у містечку Станівці — ближче до Чернівців, і там практично представляла українську владу протягом двох тижнів після відступу Червоної армії, аж до окупації Буковини Румунією. 
Вона заявила румунським військовим, що влади не передасть і така безрозсудна упевненість врятувала їй життя. Перебуваючи серед румунських окупантів, її ніхто не скривдив, коли в той час у Вижниці та в місцевостях Буковини румуни жорстоко розправлялися з українцями — мордували, топили в річках. За ці години добре вивчила ситуацію і, переодягнувшись в селянку, перебралася в Коломию. Там допомогла організувати роботу по переходу буковинців у Галичину.
Повернувшись в рідний Чортків, зустріла своїх молодших сестер Славу та Романію, що також вийшли із підпілля.
В 1942 році провід направив Олену на Волинь, де вона проводила серед молоді агітаційно-просвітницьку роботу. Також працювала в Бердичеві та на Житомирщині. Пізніше, разом із землячкою Любою Возняк, переїхали до Харкова. Перебуваючи в Харкові, Олена захворіла жовтухою, тож змушена була повернутися до Львова, щоб поправити здоров'я.
В 1944 році підпільна операція Олени Юрчинської зазнала невдачі. Під час допиту підпільниця назвала себе ім'ям Марія Луцак. А в дійсності справжня Марія Луцак, її приятелька, з якою вона навчалася до війни у Львові у сестер Василіянок, виїхала на той час до США, родичів не мала — була сиротою, тому й полонянка вибрала її прізвище, щоб ні на кого з близьких не накликати біди. Після численних допитів і катувань разом з іншими засудженими опинилася на Таймирі. З будівництва аеропорту в Дудінці розпочалося її ув'язнення. Вирізнялася слабкою статурою, але прислуговувати командирам тюрми відмовилася. Як збудували летовище у Дудінці, їх перевели до Норильська, у Норильлаг. Там працювалося ще тяжче в пісковому і глиняному кар'єрах. Зривали мерзлий ґрунт і підвозили на тачках до вагонеток і вантажівок.
Норильська каторга закінчилась організованим бунтом. Олена Юрчинська була учасницею норильського повстання влітку 1954 року. Після розправи їхню зону розформували: частину в'язнів залишили на місці, а решту перевели в закриті зони. Марія Луцак потрапила в Таймирський ізольований табір, що був напівтюрмою. В 1955 році Марію Луцак звільнили, через те що «проходила» по «німецькій» справі.
Після ув'язнення Марія Іванівна Луцак (Олена Остапівна Юрчинська) віднайшла свою молодшу сестру Славцю. У Львові обидві сестри влаштувалися на роботу. Олена заробляла на шматок хліба тим, що труїла мух на сміттєзвалищах. Згодом вдалося вступити у музичну школу, а пізніше закінчила Дрогобицьке музичне училище і працювала до пенсії на викладацькій роботі.
На восьмому десятку літ, Олена Юрчинська саможертовно опікувалася паралізованою 94-річною п. Стефою Тихович.